# 吴其轺
吴其轺（1918年—2010年10月13日，轺：/yáo(ㄧㄠˊ)/ 粵語發音：jiu4(搖)），生于福建省福州市闽清县十五都的一个乡绅家庭。原名吳其瑤。中美混和大隊飞行员。曾击落过5架日军飞机，获得17枚奖章。他是中華民國空軍第五大队在中國大陸境內幸存者中最后去世的。

## 人物生平

### 早年生涯
1918年，吴其轺出生在福州闽清县十五都一个乡绅家庭，是家里的第十个孩子，兄弟排行第六。因父亲重视教育而接受了高等教育。1936年，吴其轺在青岛求学期间看到大街上的一则黄埔军校笕桥中央航校招生的告示。他便写信给父亲，希望父亲批准他投笔从戎，并不等父亲回信就退学。之后考取了杭州笕桥空军军官学校第11期学习。

### 军中服役
1941年毕业后，他被编入中国空军第五大队，驻守芷江机场，授衔少尉。抗战胜利之后，由于参加了88次空中作战，获颁“飞行优异十字勋章”、“航空勋章”和“单位集体荣誉勋章” 。1944年，陈纳德将军视察时，看到吴其轺走路一瘸一拐，便来询问，得知他三次受伤三次重返战场，特批拆下一个C46飞机上的飞行员座椅送给他。1945年8月15日，日本政府宣布无条件投降。8月21日，侵华日军派副总参谋长今井武夫前往芷江洽降。吴其轺奉命押解敌机。 吴其轺击落过5架日本战斗机和运输飞机。他在飞行中曾三次被日军飞机重创。1945年9月9日，中国战区日军投降签字仪式在南京国民政府中央军校大礼堂内举行。吴其轺以美军援华空军第14航空队第5大队的分队长的身份，率领他的全体队员坐在会场的第一排，见证了日本签字投降的历史一刻。受降仪式约20分钟。吴其轺说：「这20分钟的精髓，贯穿我的一生，影响我的一生，升华了我的一生。」晚年谈及这一经历，吴其轺仍旧兴奋不已。1948年美国空军招考留学人员，吴其轺被录取前往接受訓練。

### 重返大陆
1949年，他在台湾获得中校军衔。後来父亲託人从香港带给他一封家书，希望他能回到大陆，一起建设中国。吴其轺偷偷搭乘西点军校同学、时为美国空军少校约翰的飞机抵达香港，后回到北京。之后，他在南苑机场当教官。复员转业后，来到杭州工作。1951年4月11日，其父吴銮仕在镇反运动中被枪毙。1954年3月8日，吴其轺被遣送余杭农场勞動改造整整20年。但他的未婚妻裘秋瑾却执意和他结婚。婚后育有二子。1974年，吴其轺重获自由，却找不到正式工作，尽管抗战时腿部受重伤，但为了生计，他只好去手套厂当了一名拉货的三轮车夫。

### 平反冤屈
1980年，吴其轺得以平反昭雪。由于在劳教期间对石头有所研究，加之擅长英文，他被杭州大学地质系标本厂返聘。2005年抗战胜利60周年，他的事迹才广为传播。凤凰卫视特地为他拍摄了纪录片。

## 功勋荣誉
- 飞行优异十字勋章
- 航空奖章
- 单位集体荣誉勋章

## 家庭亲属
- 父亲：吴銮仕（在鎮反運動遭槍決）
- 长兄：吴其玉，普林斯顿大学博士，燕京大学教授，曾任中華民國政府外交部参事以及司徒雷登的私人秘书；
- 二兄：吳其瑞，日本早稻田大學碩士。
- 四兄：吴其璋（－1942），孙立人手下军官，入缅作战中牺牲。葬於緬甸的密支那。妻：胡靜美。曾任重慶四十五中教師。
  - 女兒：吳惠玲。
  - 兒子：吳賢書。
    - 女兒：吳偉虹。
- 五兄：吳其瑗，福建協和大學畢業。
- 吴其轺妻子：裘秋瑾

## 外部連結
- 悲慘最後飛虎隊員 英雄變車夫（页面存档备份，存于）